# (459883) 2007 EB26
(459883) 2007 EB26 es un asteroide que forma parte de los asteroides Atira, descubierto el 10 de marzo de 2007 por el equipo del Mount Lemmon Survey desde el Observatorio del Monte Lemmon, Arizona, Estados Unidos.

## Designación y nombre
Designado provisionalmente como 2007 EB26.

## Características orbitales
2007 EB26 está situado a una distancia media del Sol de 0,5476 ua, pudiendo alejarse hasta 0,9794 ua y acercarse hasta 0,1157 ua. Su excentricidad es 0,788 y la inclinación orbital 8,486 grados. Emplea 148,011 días en completar una órbita alrededor del Sol.

## Características físicas
La magnitud absoluta de 2007 EB26 es 19,6.